# Courson-Monteloup
Courson-Monteloup is een gemeente in het Franse departement Essonne (regio Île-de-France) en telt 586 inwoners (1999). De plaats maakt deel uit van het arrondissement Palaiseau.

## Geografie
De oppervlakte van Courson-Monteloup bedraagt 3,7 km², de bevolkingsdichtheid is 158,4 inwoners per km².
De onderstaande kaart toont de ligging van Courson-Monteloup met de belangrijkste infrastructuur en aangrenzende gemeenten.

## Demografie
Onderstaande figuur toont het verloop van het inwonertal (bron: INSEE-tellingen).